# 納斯塔西伊夫卡
47°32′52″N 30°24′15″E / 47.54778°N 30.40417°E
納斯塔西伊夫卡（烏克蘭語：Настасіївка）是位於烏克蘭西南部的村莊，由敖德萨州贝雷济夫卡区的安德里耶沃-伊萬尼夫卡市鎮負責管轄。該村始建於1861年，面積2.14平方公里，海拔高度43米，2001年人口656，人口密度每平方公里306.54人。